# Pintures murals de l'absis de Sant Andreu de Pedrinyà
Les pintures murals de l'absis de Sant Andreu de Pedrinyà són unes pintures al fresc romàniques del segle XII conservades al Museu d'Art de Girona. Decoraven el mur i la volta del presbiteri de l'església de Sant Andreu de Pedrinyà (La Pera, Baix Empordà), d'on van ser arrencades l'any 1935 i traslladades al llavors Museu Diocesà de Girona, on actualment es conserven en un absis que reprodueix l'emplaçament original.
Com tan comunament succeeix durant l'edat mitjana, es tracta de pintures anònimes, executades per algun artista desconegut del qual és difícil rastrejar-ne la pista o l'escola d'origen. A causa d'aquesta dificultat, els historiadors no es posin d'acord per determinar-ne la cronologia. Pel seu estil, les pintures de Pedrinyà no s'han pogut incloure en cap dels cicles amb què s'estudia la pintura romànica catalana i, per aquest motiu, el seu autor és conegut amb el nom de Mestre de Pedrinyà.
El mural de Pedrinyà és l'exemple de pintura romànica que s'ha trobat en més bon estat de conservació a la comarca. Malgrat això se n'han perdut fragments considerables i d'altres estan força esborrats.

## Descripció
Distribuït en tres registres, la pintura al fresc ocupa tota la conca absidal. Malgrat el deteriorament del registre superior, que ha arribat de manera fragmentària, encara es poden advertir els temes representats sense problemes. Tanmateix, la regió de la dreta presenta una pèrdua total de la superfície pictòrica, en especial els registres inferior i central. Per acabar, de l'arc triomfal, no ha sobreviscut absolutament res del contingut pictòric.
La part superior, corresponent al quart d'esfera, representa el Pantocràtor dins una màndorla i als costats s'hi representen els quatre evangelistes amb les formes animals. La part central representa el Naixement de Jesús amb les escenes concomitants de l'Anunciació i la Visitació, d'un costat, i l'aparició de l'àngel als pastors, de l'altre. La part baixa apareix decorada amb cortinatges.
Les pintures de Pedrinyà van ser arrencades del seu lloc original l'any 1935, i portades al Museu Diocesà de Girona on actualment es conserven en un absis que reprodueix el de l'església de Pedrinyà.